# Campagnes des Han contre le royaume de Dian
Expansion vers le sud de la dynastie Han
Les campagnes des Han contre le royaume de Dian sont une série de campagnes et d'expéditions militaires organisées par la dynastie Han et visant le royaume de Dian au Yunnan. Les comptes-rendus de ces campagnes sont consignés dans les chroniques chinoises de l'époque. Le Dian est annexé par les Han en 109 av. J.-C, lorsque l'Empereur Han Wudi envoie une armée attaquer le royaume, poursuivant ainsi l'expansion vers le sud de son empire.

## Situation avant les conflits
Le Dian est un royaume tribal situé dans le sud-ouest de la Chine. Selon les chroniques chinoises datant de la dynastie Han, il aurait été fondé par Zhuang Qiao, un officier chinois commandant une des armées du roi de Chu pendant la période des Royaumes Combattants. Zhuang serait arrivé dans la région avec ses troupes dans le cadre d'une campagne militaire Chu, qui s'est conclue par un échec. Après l'annexion du Chu par le Qin, puis la chute de la dynastie Qin, Zhuang aurait fondé son propre royaume, le Dian, tout en étant entouré par les commanderies de Ba et Shu, qui marquent alors la limite sud des territoires de la nouvelle dynastie Han.

## Campagnes

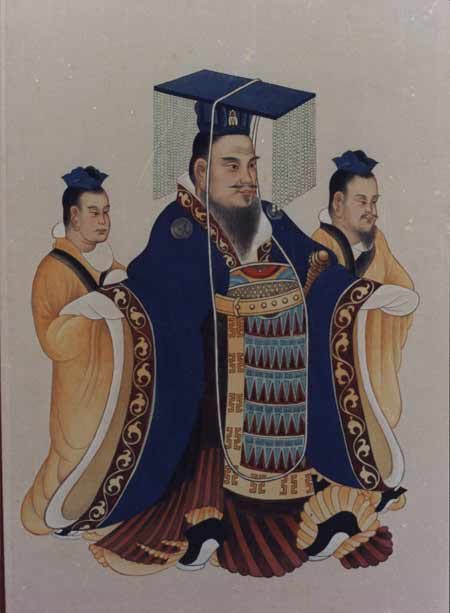
L'empereur Han Wudi, de la dynastie Han

La première expédition des Han contre le royaume de Dian est menée par Tang Meng en 135 av. J.-C., qui fonde la commanderie de Jianwei dans la région. Les Han sont attirés par la richesse du royaume qui fait le commerce du bétail, des fruits, des chevaux et des esclaves. Les soldats Han ouvrent de nouvelles routes commerciales, puis s'implantent plus au nord, vers une zone située près de l'ancien royaume de Shu. La commanderie est abandonnée quelques années plus tard en raison des coûts administratifs élevés nécessaires pour diriger un territoire aussi lointain, à une époque ou le gouvernement doit faire des économies pour faire face aux dépenses exorbitantes générées par les guerres contre les Xiongnu dans le nord de la Chine. Selon un rapport datant de l'an 122 av. J.-C., quelque temps après cet abandon, une expédition chinoise part vers le sud pour tenter d'établir une nouvelle route commerciale. Les membres de cette expédition sont capturés par les Dian, qui les retiennent pendant quatre ans.
En 109 av. J.-C., une campagne militaire est organisée par l'empereur Han Wudi pour envahir et annexer le royaume de Dian. Pour marquer leur victoire, les Han créent un sceau impérial pour le roi de Dian, afin que celui-ci l'utilise pour entériner la chute de son royaume. Ce sceau a depuis été retrouvé lors de fouilles archéologiques. Après cette annexion, l'empereur Wudi crée la commanderie de Yizhou à la place de l'ancien royaume.

## Intégration du royaume à l'empire Han
Par la suite, l'occupation de l'ancien royaume ne se déroule pas sans heurts et la région connaît une série de rébellions infructueuses contre les Han. Les deux premiers incidents se produisent en 86 av. J.-C. et en 83 av. J.-C., sans véritablement réussir à remettre en cause l'hégémonie chinoise. Une rébellion éclate en 35 av. J.-C. et persiste jusqu'en 28 av. J.-C., date à laquelle Chen Li, le gouverneur de la commanderie de Zangge, réussit à mater les rebelles. De nouvelles violences ont lieu pendant l'usurpation du trône des Han par Wang Mang en 9-23[Quoi ?]. Wang répond à ces révoltes en organisant des campagnes militaires contre le sud-ouest, sans pour autant obtenir des résultats probants. Ainsi, une de ces campagnes s’achève par un repli, à la suite du décès de près de 70 % des soldats à cause d'une maladie. Bien décidé à mater les révoltes, Wang envoie une autre armée, forte de 100 000 hommes et ayant assez d'approvisionnements pour 200 000. Malgré cette débauche de moyens, il n'obtient pas de résultats concluants. D'autres rébellions éclatent sous les Han orientaux, en 42-45 et en 176.
Au cours du règne de l'Empereur Han Mingdi (r. 58-75), les Han continuent de s'implanter dans la région et créent la commanderie de Yongchang, dans le Yunnan. Cette commanderie se situe à l'ouest de Yizhou, dans l'ancien royaume de Dian. En 114, les tribus résidant à l'ouest de la commanderie de Yuesui se soumettent aux Han. Pendant son règne, l'empereur Han Huandi (r. 146-168) met en place une politique de sinisation, qui introduit l'éthique et la culture chinoises auprès des tribus locales. Malgré cette politique, des rébellions continuent d'éclater périodiquement et sont à chaque fois réprimées par les Han; mais en dépit de cette agitation la région de l'ancien royaume de Dian reste au sein de l'empire chinois.

## Impact historique
L'assimilation culturelle des tribus commence après la conquête de la région par les Han et l'empereur lui-même encourage l’enseignement de la culture et des valeurs chinoises auprès des Dian. L’influence croissante de la culture chinoise est visible au travers des objets, pièces, céramique, miroirs, et bronzes découverts lors de fouilles dans l'ancien royaume de Dian, qui ont été fabriqués avec des éléments stylistiques han. L'art Dian adopte l’esthétique des objets han importés dans la région et vers l'an 100, la culture indigène Dian a presque entièrement disparu.

## Citations
1. ↑  Yu 1986, p. 457.
2. 1 2  Yu 1986, p. 457-458.
3. 1 2 3  Yu 1986, p. 458.
4. 1 2 3  Ebrey 2010, p. 83.
5. 1 2 3  Yu 1986, p. 459.
6. 1 2  Yu 1986, p. 460.
7. ↑  Xu 2005, p. 279-281.
8. ↑  Watson 2000, p. 88.

- (en) Cet article est partiellement ou en totalité issu de l’article de Wikipédia en anglais intitulé « Han campaigns against Dian » (voir la liste des auteurs).